# برنارد مونوت
برنارد مونوت (بالفرنسية: Bernard Monot)‏ هو اقتصادي وسياسي فرنسي، ولد في 3 يوليو 1962 في نيس في فرنسا. حزبياً، نشط في الجبهة الوطنية (1989 – 2018) وانهضي فرنسا (2018 – ). في انتخابات البرلمان الأوروبي 2014، انتخب عضو في البرلمان الأوروبي عن دائرة ماسيف سنترال المركزية ‏ لترشحه ضمن   قائمة الجبهة الوطنية، وقد انضم خلال فترته النيابية (1 يوليو 2014 – )  للكتلة البرلمانية أوروبا الحرية والديمقراطية المباشرة.

## وصلات خارجية
- الموقع الرسمي